# St. Georg (Immeldorf)

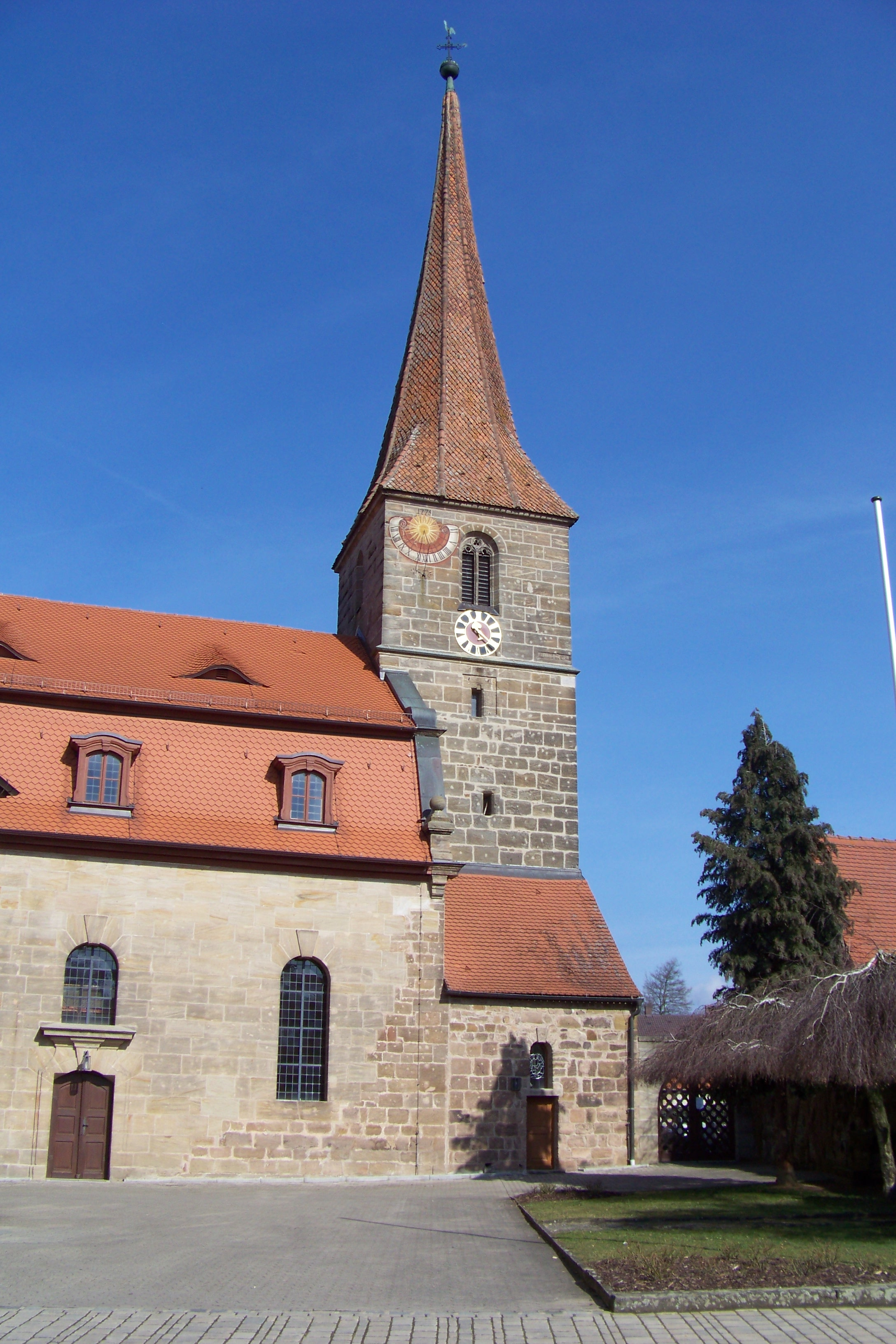
St. Georg in Immeldorf

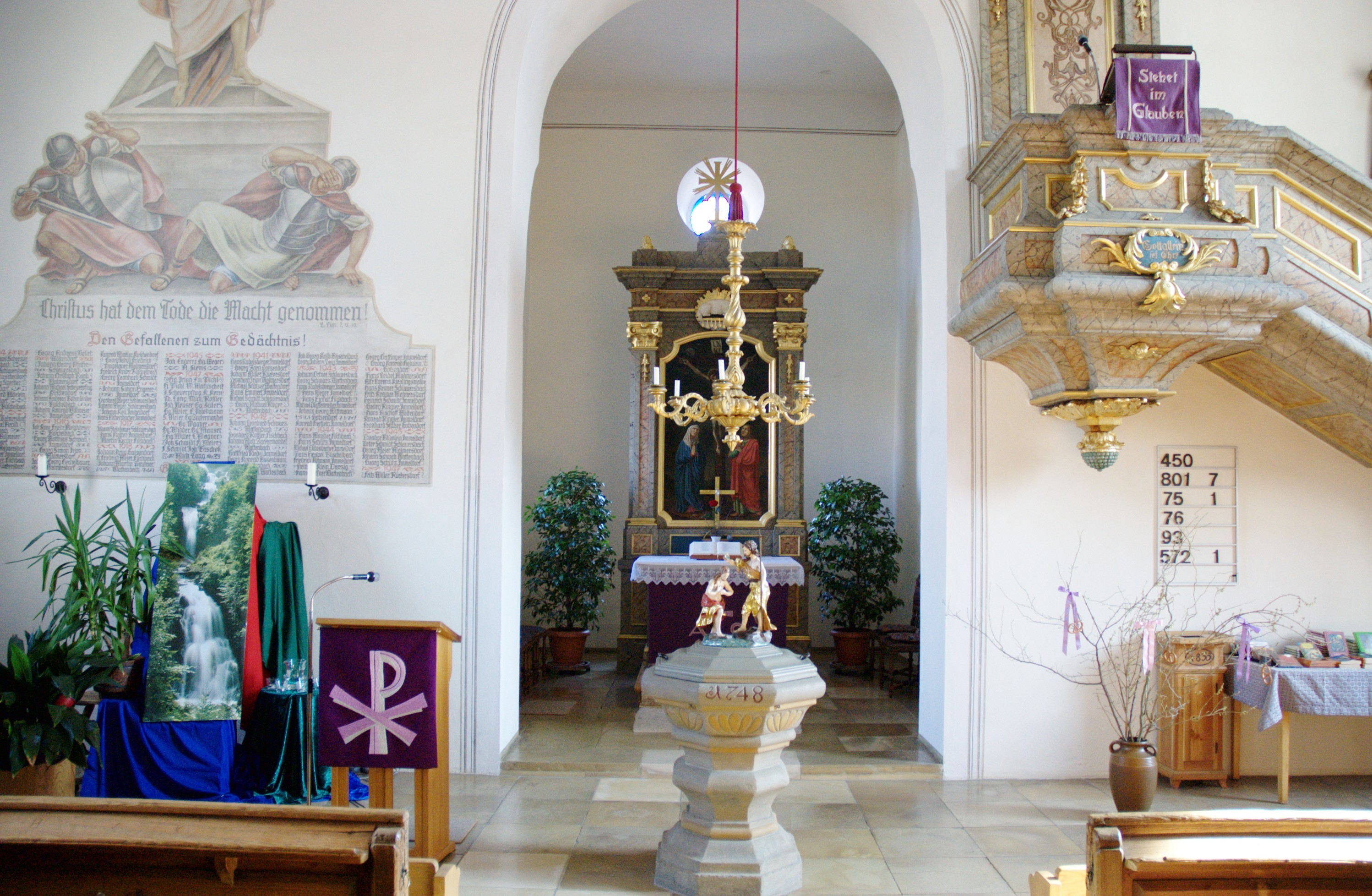
Innenausstattung

St. Georg ist eine nach dem Heiligen Georg benannte Kirche der evangelisch-lutherischen Kirchengemeinde Immeldorf (Dekanat Windsbach).

## Kirchengebäude

### Baugeschichte
Wohl im 13./14. Jahrhundert wurde eine gotische Chorturmkirche als Ersatz für eine Holzkirche errichtet. 1506 wurde der Turm erhöht. Der heutige Saal mit Mansard-Walmdach wurde samt Ausstattung 1747 im barocken Stil geschaffen; von der Vorgängerkirche blieben nur der Chorturm und die westliche Giebelseite erhalten. Umfassende Renovierungen erfolgten 1952, in den 1980er Jahren und 2002/03.
Kirchweih wird am Sonntag vor der Kreuzerhöhung (im September) gefeiert.

### Ausstattung
Altar und Kanzel von 1748/49 sind aus grau-rot-marmoriertem, teilvergoldetem Holz gebaut; der Altar birgt ein Bild von Georg Christian Urlaub, auf dem Jesus am Kreuz und darunter Maria und der Jünger Johannes dargestellt sind. Das Taufbecken von 1748 besteht aus einem achteckigen Stein und einem Deckel von 1854, auf dem eine Figurengruppe die Taufe Jesu durch Johannes dem Täufer zeigt. Über dem Taufbecken hängt ein hölzerner Kronleuchter mit Ölvergoldung. Die Figurengruppe St. Georg als Drachentöter mit Königstochter (um 1500) stammt aus der Vorgängerkirche, wo sie ebenfalls über dem Chorbogen angebracht war. Das Kriegerdenkmal mit Jesus als Auferstandenem über seinem Grab und zwei Wachsoldaten wurde 1948 von einem Maler namens Platzek gemalt; an seiner Stelle gab es bis dahin ein Herrschaftschörlein. Ein Stifterkreuz von 2011 aus 100 Eichenholzbausteinen zeigt die Namen der ersten Stifter von mindestens 500 Euro für die Kirchengemeinde. Zwei Vortragekreuze sind wohl Werke des Ansbacher Bildhauers und Vergolders Franz Herterich (1803–1877); ein weiteres Vortragekreuz ist modern. Über dem Chorbogen wurden 1748 das Reichswappen und die Wappen von Nürnberg als der Grundherrschaft Immeldorfs gemalt. Über dem Kanzelzugang hängt das Imhoff'sche und Löffelholz'sche Doppelwappen; es war ursprünglich am Altar angebracht, wo seit 1854 das Lamm Gottes auf dem Buch mit den sieben Siegeln dargestellt ist. Die Doppelemporen stammen von 1748; die Orgel auf der oberen Westempore ist ein Werk der Firma Koch aus Feuchtwangen von 1984 im wiederhergestellten Prospekt von 1748.

## Kirchengemeinde
Ursprünglich war St. Georg eine Filiale der Pfarrei St. Alban (Sachsen bei Ansbach). Mit der Einführung der Reformation im Jahr 1527 wurde Immeldorf evangelisch-lutherisch, bereits zwei Jahre vor der Reformation wurde die Gemeinde selbstständig.
Bis 1810 gehörte die Pfarrei zum Dekanat Leutershausen. Mit der Gründung des Dekanats Windsbach im Jahr 1810 wurde es diesem zugeordnet.
Der Pfarrsprengel umfasst die Orte Bachmühle (ab 1812, zuvor: St. Peter Petersaurach), Büschelbach, Erlenmühle, Fischbach, Gotzendorf, Gotzenmühle, Hammerschmiede, Immeldorf, Kirschendorf, Malmersdorf, Rückersdorf, Schlauersbach (vier Anwesen waren bis ins 18. Jahrhundert nach St. Margareta Windsbach gepfarrt), Waltendorf, Wattenbach und Wöltendorf.

### Pfarrer
| - Johann Scheuenpflug (1527–1544) - Alexander Staudt (1544–1560) - Paulus Kessel (1560–1565) - Andreas Unechter (1565–1581) - Martin Hinkeldey (1581–1592) - Nikolaus Olzscha (1593–1597) - Johann Preißecker (1597–1599) - Martin Ritter (1599–1637) - Wolfgang Pröstel (1637–1649) - Georg Höhn (1649–1653) - Christian Eschenbach (1653–1658) - Johann Veit Stoll (1658–1669) - Johann Wolfgang Steyrer (1669–1676) - Johann Georg Riedel (1676–1690) - Johann Wodiecke (1690–1693) - Martin Weyh (1693–1700) - Wolfgang Hieronymus Lottes (1700–1711) - Michael Martin Nuhann (1711–1727) | - Johann Andreas Rumpler (1727–1742) - Johann Eppelein (1742–1748) - Johann Friedrich Lauterbach (1749–1764) - Georg Friedrich Graßer (1764–1793) - Karl Friedrich Hafner (1794–1812) - Friedrich Ludwig Vogtherr (1812–1820) - Immanuel Christoph August Stierlein (1820–1832) - Johann Friedrich Asimont (1833–1840) - Johann Tobias David Immanuel Paul Müller (1842–1856) - Johann Friedrich Fick (1857–1867) - Johann Friedrich Schienagel (1869–1871) - Karl August Heinrich Sommer (1871–1880) - Johann Georg Hiltner (1881–1888) - Gustav Friedrich Karl Rittelmeyer (1889–1899) - Karl Heinrich Kelber (1900–1914) … - Claus Ebeling (derzeitiger Pfarrer) |

### Mitgliederentwicklung
- 1987: 900 Mitglieder
- 2009: 847 Mitglieder